# Atarnes
Atarnes là một chi bướm ngày thuộc họ Bướm nâu.